# Man on High Heels
Man on High Heels (v originále 하이힐) je jihokorejský hraný film z roku 2014, který režíroval Jang Jin podle vlastního scénáře.

## Děj
Yoon Ji-wook je nemilosrdný detektiv, známý pro svou schopnost dopadnout a zlikvidoat násilné zločince. V policejním sboru je uctíván jako legenda a mezi mafií je obávaný pro svou brutalitu při potírání zločinu. Má však velké tajemství, které musí skrývat před světem, ve kterém žije. Ji-wook by chtěl už od dob svého dospívání žít svůj život jako žena. Snaží se tuto vnitřní touhu potlačit, ale marně. Ji-wook konečně dosáhne bodu, kdy už nemůže skrývat, kým doopravdy je, a rozhodne se odvážit se a podstoupit operaci pohlaví. Než k tomu však bude mít příležitost, musí se vyrovnat s pomstou gangu, jehož vůdce Ji-wook zatknul. Ji-wook sice opustí policejní sbor, aby mohl odletět do USA splnit si svůj sen, ale jeho blízcí jsou vtaženi do pomsty. Když jsou někteří z těch lidí zabiti a dívka Jang-mi se dostane do nebezpečí, uvědomí si, že už nemůže dál nečinně přihlížet a musí pomoci spravedlnosti.

## Obsazení
| Cha Seung-won    | Yoon Ji-wook       |
| Oh Jung-se       | Heo Gon            |
| Esom             | Jang-mi            |
| Song Young-chang | Heo Bul            |
| Kim Eung-soo     | velitel            |
| Ahn Gil-kang     | velitel            |
| Lee Yong-nyeo    | Kim Jin-woo        |
| Lee El           | Do Do              |
| Min Jun-ho       | účetní             |
| Kim Ye-won       | Jung Yoo-ri        |
| Lee Eon-jeong    | Joo-yeon           |
| Oh Ji-ho         | Lee Seok           |
| Park Sung-woong  | prokurátor Hong    |
| Yoon Son-ha      | Jung Yoo-jung      |
| Lee Moon-soo     | taxikář            |
| Kim Byung-ok     | doktor Jin         |
| Lee Hae-young    | úředník na letišti |

## Ocenění
- Grand prix na mezinárodním filmovém festivalu kriminálních filmů v Beaune